# Panulirus pascuensis
Panulirus pascuensis is een tienpotigensoort uit de familie van de Palinuridae. De wetenschappelijke naam van de soort is voor het eerst geldig gepubliceerd in 1954 door Reed.